# 生井亜実
生井 亜実（なまい あみ、1982年5月25日 - ）は日本の元タレント、元女優。北海道出身。

## 来歴
ドラマ『彼女が死んじゃった。』でテレビデビュー。映画『ひとりかくれんぼ 劇場版』でスクリーンデビュー。テレビ朝日「虎の門」のワンコーナー、井筒和幸の「こちトラ自腹じゃ!?」3代目アシスタントを経て、テレビドラマ『仮面ライダーW』に園咲冴子役で出演。同作の終了とともに芸能界を引退。当時スターダストプロモーション所属。
『仮面ライダーW』で共演した桐山漣のブログにより、2013年時点で結婚し子供がいることが明らかになっている。

## 出演

### テレビドラマ
- 彼女が死んじゃった。 第1話（2004年1月、NTV）
- オレンジデイズ 第1話（2004年4月、TBS）
- 銭華2 DX豪華版（2007年4月、NTV）
- LOVE GAME（2009年5月、NTV）
- 仮面ライダーW（2009年9月 - 2010年8月、テレビ朝日） - 園咲冴子 役

### その他のテレビ番組
- クイズ!ヘキサゴン（2004年3月 - 5月、CX）
- @サプリ（2004年4月 - 2005年9月、NTV）
- 虎の門（2005年4月 - 2007年09月、EX)
- 週刊!モノ☆コレ!（2005年10月 - 2006年7月、NTV）
- 愛しの仕事さま。（2008年5月、BS-i）

### 映画
- ひとりかくれんぼ 劇場版（2009年、東宝） - 田村里美 役
- 仮面ライダーシリーズ - 園咲冴子 役
  - 仮面ライダー×仮面ライダー W&ディケイド MOVIE大戦2010（2009年、東映）
  - 仮面ライダーW FOREVER AtoZ/運命のガイアメモリ（2010年、東映）

### ネットムービー
- ネット版 仮面ライダーW FOREVER AtoZで爆笑26連発（2010年）- 園咲冴子 役

### CM
- アキュビュー
- 静岡銀行